# James Hamilton, 1:e hertig av Hamilton
James Hamilton, 3:e markis och 1:e hertig av Hamilton, 2:e earl av Cambridge, född den 19 juni 1606, död den 9 mars 1649, var en skotsk adelsman, son till James Hamilton, 2:e markis av Hamilton och Ann Cunningham, morfar till James Hamilton, 4:e hertig av Hamilton.
Hamilton uppfostrades tillsammans med Karl I och intog genast från dennes tronbestigning en inflytelserik plats vid hans hov. År 1631 gick Hamilton i Gustav II Adolfs tjänst med fem regementen engelsmän och skottar, vilka han på egen bekostnad värvat. Han deltog i slaget vid Breitenfeld, men sjukdomar och umbäranden kom snart hans truppstyrka att smälta samman, och redan 1632 återvände han till England.
Karl I använde honom 1638-39 som sitt ombud vid underhandlingarna med skotska parlamentet, varvid Hamilton utan framgång sökte förmå båda parterna till eftergifter, utan att kunna bevara någonderas förtroende. Hamilton närmade sig 1640 "långa parlamentets" ledare, motarbetade Strafford och förmådde kungen att (februari 1641) i rådet inkalla några av parlamentspartiets mest moderata män.
Under inbördeskriget iakttog han en tämligen vacklande hållning och motarbetade 1643 Montroses djärva råd till kungen att fast sluta sig till de skotska presbyterianerna och med deras hjälp söka betvinga engelska parlamentet. Hamilton, som 1643 erhållit skotsk hertigtitel, inryckte omsider i juli 1648 med en skotsk här på 20 000 man i England till kungens hjälp.
Han fick dock till följd av sina bristande fältherreegenskaper hären bitvis uppriven av den i antal vida underlägsna parlamentshären under Oliver Cromwell i striderna vid Preston (17-19 augusti samma år). Den 25 augusti måste Hamilton ge sig fången, varefter han dömdes till döden och avrättades i London.